# Leimacomyinae
Sous-famille
Les Leimacomyinae sont une sous-famille de rongeurs de la famille des Muridae.

## Liste des genres et espèces
Selon Mammal Species of the World (version 3, 2005)  (31 janvier 2021) :
- genre Leimacomys Matschie, 1893
  - Leimacomys büttneri[note 1] Matschie, 1893

## Publication originale
- (en) Guy G. Musser & Michael D. Carleton (d), « Superfamily Muroidea » in « Mammal species of the world: a taxonomic and geographic reference », (Wilson D. E., Reeder D. M., eds.), 3e édition, 2005, Johns Hopkins University Press, Baltimore, Maryland (lire en ligne).